# Catherine de Bade-Durlach
Catherine de Bade-Durlach (en allemand Katharina von Baden-Durlach) est née à Karlsbourg (Margraviat de Bade-Durlach) le 10 octobre 1677 et meurt le 11 août 1746 à Dürkheim. Elle est une noble allemande, fille de Frédéric VII Magnus de Bade-Durlach (1647-1709) et d'Augusta-Marie de Holstein-Gottorp (1649-1728). 

## Mariage et descendance
Le 19 juin 1701 elle se marie à Karlsbourg avec Jean-Frédéric de Leiningen-Dagsbourg-Hartenbourg (1661-1722), fils du comte Frédéric-Henri de Leiningen-Dagsbourg-Hartenbourg et de Sybille de Waldeck-Wildungen (1619-1678). Le couple a six enfants :
- Augusta-Frédérique (1702-1703)
- Frédéric Magnus de Leiningen-Dagsbourg-Hartenbourg (1703-1756), marié avec Anne-Christine de Wurmbrand-Stuppach (1698-1763).
- Charles-Louis de Leinigen-Dagsbourg-Emichsbourg (de) (1704-1747), marié avec Caroline de Salm-Dhaun (1706-1786).
- Charlotte Marie Albertine (1704-1783)
- Anne-Marie-Louise (1706-1764)
- Jeanne-Polyxène (1709-1750)